# Patuca
Patuca je název řeky v Hondurasu protékající východní částí státu (departementy Olancho a Gracias a Dios). Vzniká soutokem dvou zdrojnic Guayape a Guayambre, ústí do Karibského moře. Povodí této téměř 500 km dlouhé řeky má rozlohu 23 000 km². Po řece Coco je nejdelší ve středoamerickém regionu. Ve svém středním a dolním toku protéká národním parkem Patuca, antropologickou rezervací Tawhaka a tvoří východní hranici biosférické rezervace Río Plátano.

## Vodní elektrárna
Přibližně 5 km od soutoku obou zdrojnic je plánováno přehradit tok a zbudovat vodní elektrárnu (leden 2018). Stavební práce již probíhají. Vzniká zde hráz o plánované výšce 55 m, instalovaný výkon bude přibližně 104 MW. Projekt má řadu environmentálních problémů.